# Leonard Gula
Leonard Gula (ur. 1955) – polski samorządowiec, członek Polskiego Stronnictwa Ludowego. Burmistrz Miasta i Gminy Żelechów w latach 1995-2009. Zwyciężył dwukrotnie w wyborach samorządowych w 2002 oraz 2006 roku. 12 sierpnia 2009 r. został odwołany ze stanowiska burmistrza, w związku z nieprawidłowościami w oświadczeniach majątkowych z 2004 i 2005 roku.